# Geraldocossus
Geraldocossus is een geslacht van vlinders uit de familie van de Houtboorders (Cossidae). De wetenschappelijke naam en de beschrijving van dit geslacht zijn voor het eerst gepubliceerd in 2016 door Roman Viktorovitsj Jakovlev en Szabolcs Sáfián.
Dit geslacht is monotypisch, dat wil zeggen dat het maar één soort heeft namelijk Geraldocossus durrelli Yakovlev & Sáfián, 2016 uit Kameroen.